# العلاقات التايوانية الكورية الجنوبية
اعترفت حكومة جمهورية الصين بتشكيل حكومة جمهورية كوريا المؤقتة في 13 أبريل عام 1919 وذلك باعتبارها أحد المشاركين في مؤتمر القاهرة، والذي نتج عنه إعلان القاهرة. تمثل أحد الأهداف الرئيسية لإعلان القاهرة بإنشاء كوريا المستقلة الخالية من الحكم الاستعماري الياباني. بدأت العلاقات الدبلوماسية الثنائية بين حكومة جمهورية كوريا وجمهورية الصين في عام 1948، وذلك مباشرة بعد تأسيس جمهورية كوريا الأولى. حافظت جمهورية كوريا بعد الحرب الأهلية الصينية في عام 1949 على العلاقات مع جمهورية الصين (تايوان).
انتهت العلاقات الدبلوماسية بين كوريا الجنوبية وجمهورية الصين (تايوان) في 23 أغسطس عام 1992؛ وتلاها اعتراف كوريا الجنوبية بجمهورية الصين الشعبية (الصين الشيوعية) وتشكيل الاعتراف الثنائي بينهما. استؤنفت العلاقات بين جمهورية الصين وجمهورية كوريا في عام 1993؛ وذلك بعد فترة وجيزة بموجب «اتفاقية إطار العلاقات الجديدة». تُعد مدينة تايبيه التوأم الأول لمدينة سول. يملك البلدان علاقات غير دبلوماسية قوية. أرسلت كوريا الجنوبية أفرادًا عسكريين في تدريب على الحرب السياسية في كلية فو هسينغ كانغ.

## إنهاء العلاقات الدبلوماسية
ساعدت جمهورية كوريا الجنوبية السادسة في تطوير المعجزة على نهر هان لاقتصاد كوريا الجنوبية، وفتحت الدبلوماسية أمام الدول الشيوعية (بما في ذلك بناء أسس العلاقات بين الكوريتين، وقبول التعايش مع كوريا الشمالية من خلال دخول الولايات المتحدة بدور «كوريا الجنوبية»). استضافت سيول أيضًا دورة الألعاب الأولمبية الصيفية لعام 1988. تجسد الطموح السياسي التالي للرئيس روو تاي وو بالبدء في تطبيق الواقعية السياسة على الدول المجاورة في شمال شرق آسيا. أدى ابتعاد كوريا الجنوبية عن السياسة الخارجية المناهضة للشيوعية إلى تحسين العلاقات مع الدول الشيوعية المجاورة إلى تدهور العلاقات مع جمهورية الصين.
أُدرِج هذا التغيير لإرضاء كوريا الشمالية وتخفيف القلق السياسي وتخفيف التوتر العسكري في شبه الجزيرة الكورية؛ وأملت كوريا في إتاحة إمكانية إعادة التوحيد السلمي في شبه الجزيرة الكورية. نقلت جمهورية كوريا الاعتراف الدبلوماسي من جمهورية الصين إلى جمهورية الصين الشعبية مع بدء التطبيع؛ وصادرت ممتلكات سفارة جمهورية الصين ونقلتها إلى جمهورية الصين الشعبية. تُعد تايوان عضوًا في تحالف حقوق الملكية. سحبت جمهورية الصين الشعبية اعتراضها على عضوية كوريا الجنوبية في الأمم المتحدة في 17 سبتمبر عام 1991. كانت جمهورية كوريا آخر دولة آسيوية لها علاقات دبلوماسية رسمية مع جمهورية الصين.

## الرحلات الجوية بين كوريا الجنوبية وتايوان
التغت الرحلات التجارية المباشرة بين سيول وتايبيه التي تديرها الخطوط الجوية الكورية والتايوانية، وذلك بعد اعتراف سيول بحكومة جمهورية الصين الشعبية في بكين. شغّلت شركة الطيران كاثي باسيفيك بالتعاون مع الخطوط الجوية التايلاندية الدولية الطريق وفقًا للبند الخامس من بنود حريات الطيران الجوي. أدى خفض الرحلات المجدولة إلى انخفاض أعداد السائحين من تايوان من 420 ألف سائح في عام 1992 إلى 200 ألف في عام 1993، وذلك مع تحسن هذا العدد فقط إلى 360 ألف بحلول عام 2003.
وقع ممثلو البعثتين غير الرسميتين للبلدين في 1 سبتمبر عام 2004، وهما «البعثة الكورية في تايبيه» و«بعثة تايبيه في سيول»، اتفاقية طيران تسمح لطائرات كل جانب بدخول المجال الجوي للبلد الآخر. سمح ذلك باستئناف الخطوط الجوية الكورية والتايوانية للرحلات الجوية المباشرة؛ وسمح بانطلاق الرحلات الجوية من جمهورية كوريا إلى جنوب شرق آسيا بالتحليق فوق جزيرة تايوان بدلاً من الالتفاف فوق البر الرئيسي للصين أو الفلبين. قدر المحللون أن هذا سيوفر 33 مليار ين ياباني (أي 29 مليون دولار أمريكي بأسعار الصرف لعام 2014) على شركات الطيران في جمهورية كوريا بالنسبة لتكاليف الوقود والرسوم الأخرى.